# Slemmig klibbskivling
Slemmig klibbskivling (Limacella illinita) är en svampart som först beskrevs av Elias Fries, och fick sitt nu gällande namn av René Charles Maire 1933. Slemmig klibbskivling ingår i släktet Limacella och familjen Amanitaceae. Arten är reproducerande i Sverige. Inga underarter finns listade i Catalogue of Life.